# Lillskärvagen
Lillskärvagen (på norska Litle Skjervagen) är en sjö, till största delen belägen i Engerdals kommun i Norge men till en mindre del i Älvdalens kommun i Dalarna. Den ingår i Dalälvens huvudavrinningsområde. Sjön har en area på 0,724 kvadratkilometer och ligger 674 meter över havet. Sjön avvattnas av vattendraget Skärvagan.

## Delavrinningsområde
Lillskärvagen ingår i det delavrinningsområde (687199-131108) som SMHI kallar för Inloppet i Skärvagsjön. Medelhöjden är 680 meter över havet och ytan är 42,31 kvadratkilometer. Det finns inga avrinningsområden uppströms utan avrinningsområdet är högsta punkten. Skärvagan som avvattnar avrinningsområdet har biflödesordning 2, vilket innebär att vattnet flödar genom totalt 2 vattendrag innan det når havet efter 503 kilometer. Avrinningsområdet består mestadels av skog (44 procent) och kalfjäll (52 procent). Avrinningsområdet har 0,08 kvadratkilometer vattenytor vilket ger det en sjöprocent på 0,7 procent.